# Femme assise dans un fauteuil (Matisse, Washington)
Pour les articles homonymes, voir Femme assise dans un fauteuil.
Femme assise dans un fauteuil est un tableau du peintre français Henri Matisse réalisé en 1940. Cette huile sur toile représente une femme en blouse roumaine et jupe verte étendue sur un fauteuil jaune dans un intérieur décoré. L'œuvre est conservée à la National Gallery of Art, à Washington, aux États-Unis, depuis un don en 1989.

## Expositions
- Matisse. Cahiers d'art – Le tournant des années 1930, musée de l'Orangerie, Paris, 2023 — n°154.